# Лялин переулок
Ля́лин переу́лок — улица в центре Москвы в Басманном районе между Покровкой и Подсосенским переулком.

## Происхождение названия

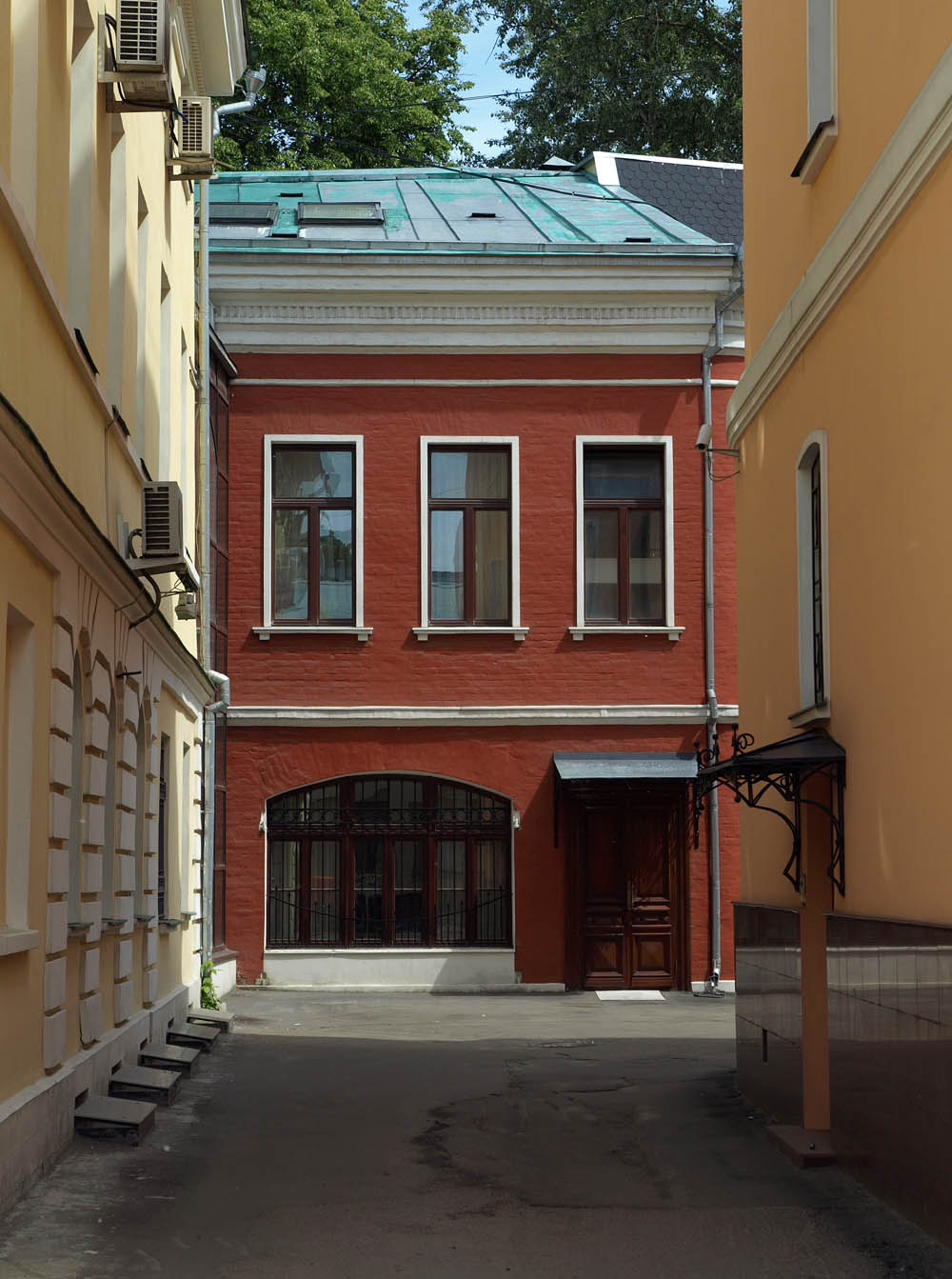
№ 3, строение 2.

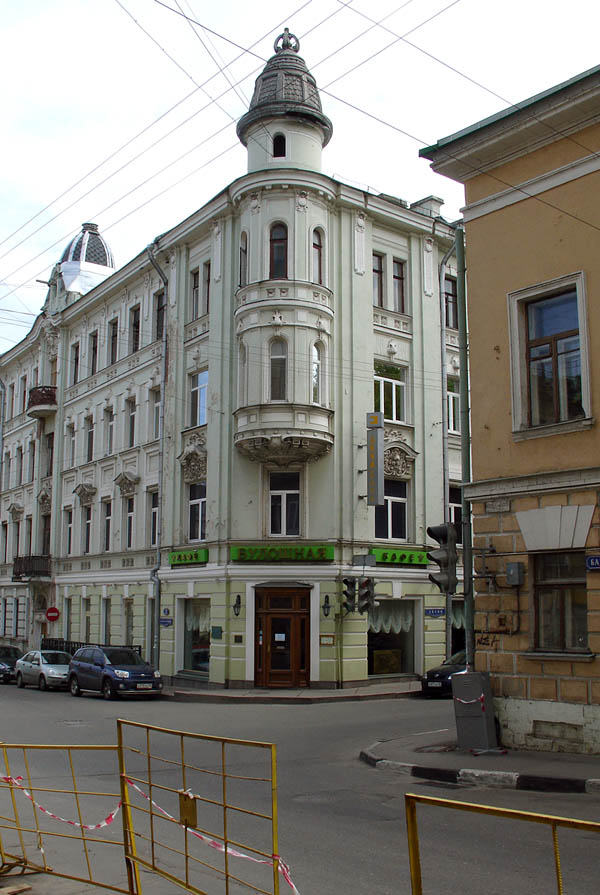
№ 7/2. Угол с Большим Казённым.

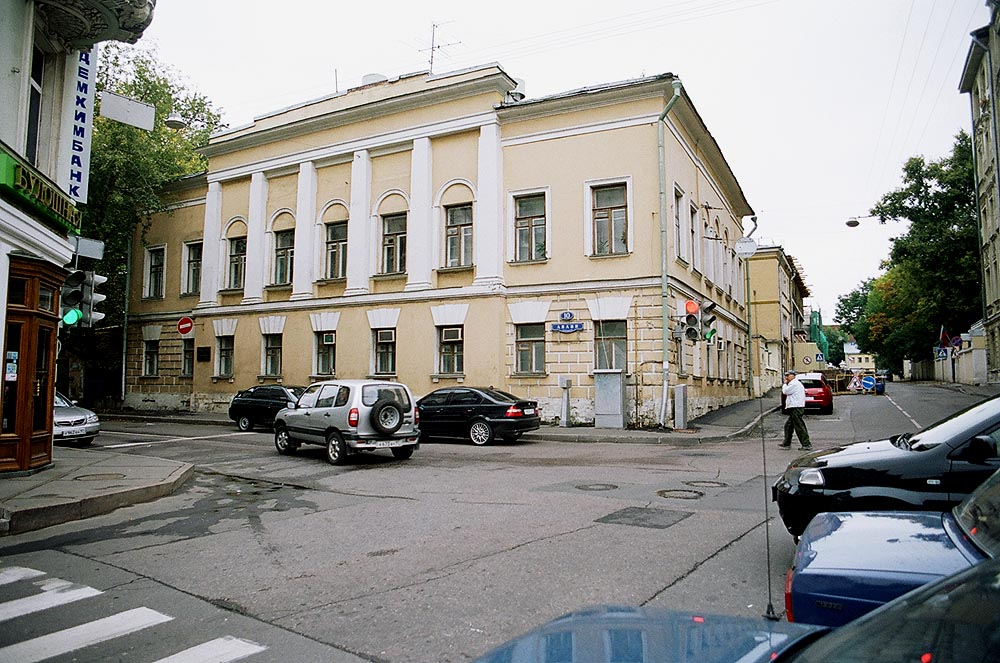
№ 10.

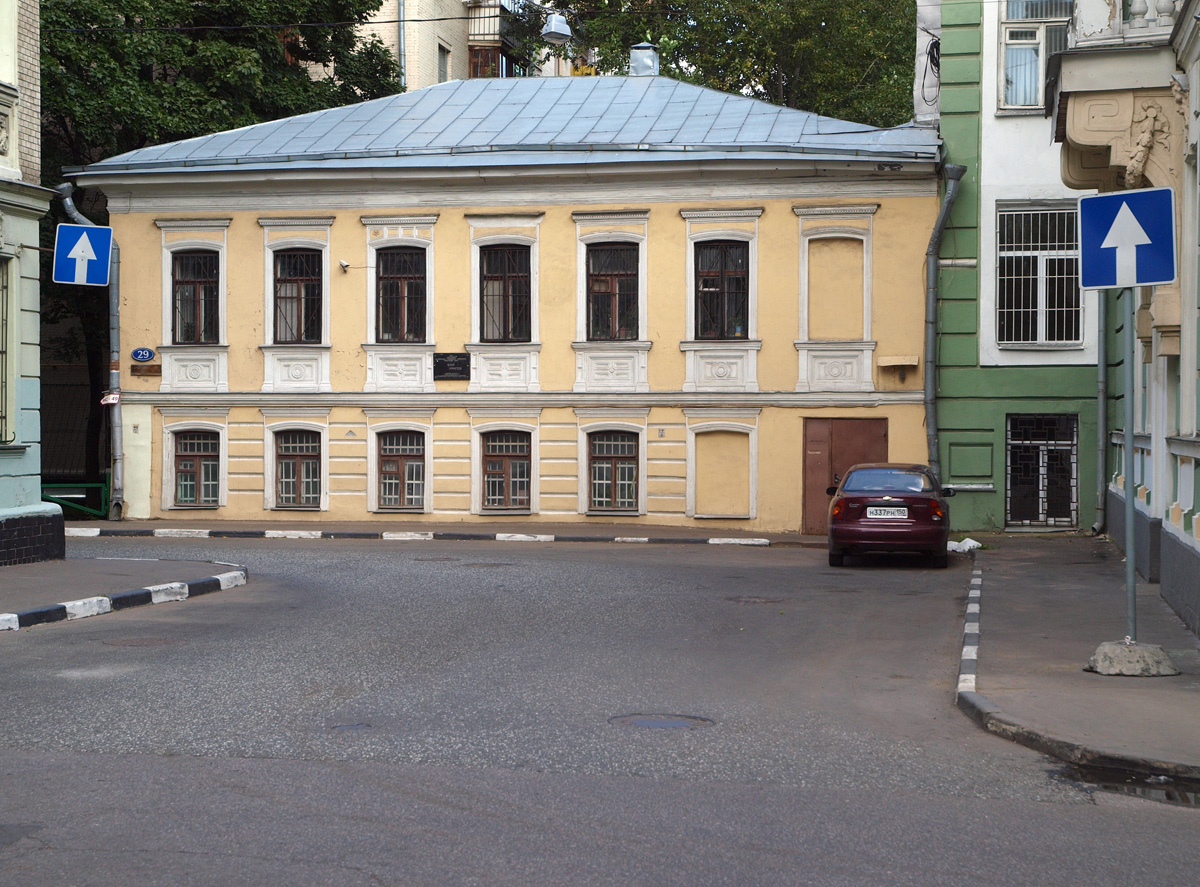
№ 29, стр.1. Конец Лялина переулка, вид от Подсосенского переулка.

Название возникло в XVIII веке по фамилии одного из домовладельцев — ротмистра П. В. Лялина. Ранее назывался Яковлевский по ближней (в Яковоапостольском переулке) церкви Иакова Апостола что в Казённой хлебной слободе, существовавшей с начала XVII века. Ещё более раннее название — улица Притыкина — видимо, было дано по домовладельцу, чья фамилия происходила от прозвищного имени Притыка.

## Описание
Лялин переулок начинается от улицы Покровка как продолжение улицы Чаплыгина, проходит на юг через Лялину площадь, на которую также выходят Барашевский переулок из центра и Большой и Малый Казённые — от Садового кольца, затем слева к нему примыкает Яковоапостольский переулок. Наконец, переулок резко поворачивает направо и выходит на Подсосенский между домами № 19 и 21.

## Здания и сооружения

### По нечётной стороне
- № 1/36, стр. 1,  ЦГФО — жилой дом (конец XVIII века; 1871, архитектор Александр Никифоров). Угол трёхэтажного с двумя подъездами здания представлен дугообразным спряжением, что нетрадиционно для архитектуры этого района. Внутри здания сохранились своды и части стен XVIII века — времени, когда улица активно застраивалась, так как через неё проходил путь в Немецкую слободу и к яузским дворцам.

В начале XIX века домом владел московский купец Михаил Тимофеевич Яковлев, позднее — жена коллежского советника Елизавета Федоровна Строева, затем, вплоть до революции, — потомственный почётный гражданин Фёдор Николаевич Кудряшов.
Планируется реконструкция здания с увеличением площади как минимум в 2 раза и строительством двух подземных этажей (заказчик — ОАО «Механический завод»).
- № 3 — дом Гурьевых[2] — доктора Г. А. Скиадана — часть усадьбы, которая включала в XVIII веке современные участки № 3 и 5 и часть Лялиной площади. Во время пожара 1812 года особняк обгорел, и в начале 1820-х годов был построен новый дом с включёнными фрагментами старого. С 1830-х годов здание использовалось как доходное. В доме сохранились анфиладная планировка, печи, двери середины XIX века, отдельные живописные плафоны[2].
- № 5/1 — жилой дом с торговыми помещениями (1895, архитектор Алексей Щеглов).
- № 7/2 — доходный Н. И. Силуанова (1902, архитектор Павел Заруцкий). Эклектичная композиция здания завершена шишкообразными куполами со слуховыми окнами и дополнена характерным для московского модерна лепным декором. Специфичной чертой фасада является его оформление двумя крупными женскими масками, металлическими решётками эллиптических балконов и полукруглым угловым эркером, увенчаным башенкой[2]. До постройки здания на этом месте до начала XX века находился небольшой участок, приобретенный в 1809 году отцом известного историка, вольноотпущенным из крепостных, управляющим имениями графа Салтыкова П. М. Погодиным.
- № 9 — доходный дом И. А. Шагурина (1896, архитектор Адольф Нетыкса). Простой трёхчастный фасад здания оформлен разнообразными декоративными деталями в стилистике модерна: рисунок розеток между окон первого и второго этажей заимствован из мотивов традиционной русской резьбы по дереву, окно второго этажа центрального эркера завершено женской маской в обрамлении извивающихся стеблей цветов и завитков спиралей, горизонтальная тяга четвёртого этажа оформлена орнаментом из сердечек[2]. Здесь жили скульптор Георгий Мотовилов, зоолог и биолог В. Е. Соколов[3].

В начале XIX века на этом месте была небольшая усадьба артиллерии полковника Николая Львовича Пушкина, дяди поэта.
- № 11, 13 — комплекс, построенный в 1904-м (№ 11) и в 1910-м (№ 13) годах по проектам Клавдия Розенкампфа[4]. Этими зданиями владела А. С. Панафидина, глава известного в дореволюционной Москве издательства, основанного в 1885 году и издававшего учебную, детскую и научно-популярную литературу. После Октябрьской революции издательство было национализировано, и в доме № 11 поместился один из книжных магазинов государственной книгоиздательской и торговой организации — Госиздата РСФСР. В доме № 11 жили электрохимик Николай Изгарышев[5], государственный деятель А. И. Шахурин[6].
- № 21 — особняк В. В. Риттера (1900, архитектор Адольф Эрихсон), верхние этажи разрушены в 1941 году. Ограда владения в стилистике модерна возведена в 1900 году[7].

### По чётной стороне
- № 6/28, стр. 1, 3 — № 28/6, стр. 1, 3 — городская усадьба Емельяновых (1829, 1883, архитектор Михаил Бугровский).
- № 6 — доходный дом (1910, архитектор Сергей Власьев, совместно с Сергеем Воскресенским).
- № 8, стр. 1 — доходный дом Штейна (1911, архитектор Ольгерд Пиотрович). Угловое здание стилистически принадлежит к позднему, рациональному, модерну. Его фасады оформлены в характерной для творчества Пиотровича манере — покрытые кабанчиком плоскости ритмически прорезаны оконными проёмами, вокруг которых помещён штукатурный декор. Филёнки над окнами второго этажа оформлены женскими масками; аналогичные маски архитектор использовал в декоре дома № 3 в Дегтярном переулке[2].
- № 8, стр. 2 — доходный дом П. К. Такке (1905—1912, архитектор Сергей Воскресенский), характерный пример доходного строительства начала XX века. По ряду признаков (пилястровое оформление входа, аттиковое завершение, рустованные стены, замковые камни над окнами первого этажа) здание может быть отнесено к неоклассическому направлению[2].
- № 10/14 — особняк в ампирном стиле (1833—1838, автор неизвестен) является одним из примеров жилого дома в стиле позднего московского ампира. Выстроен на углу Лялиной площади по прошению московского купца С. Г. Попова, поданному в Комиссию для строений в Москве в декабре 1833 года. Возможно, был закончен к 1838 году. В советское время здесь находились коммунальные квартиры, что привело к существенной деградации здания.
- № 12, стр. 1 — корпус школы (1955) «Покровский квартал»; до 2014 г. — № 1225, до 1987 г. — № 10.
- № 14 — особняк А. Е. Заварзиной (1907, архитектор Сергей Воскресенский, надстроен в 1985 году)[2].
- № 18 — особняк XIX века (1844; перестроен инженером Никитой Лазаревым в 1904 и 1908 годах).
- № 20 — доходный дом (1911, архитектор Иван Кондратенко)[2]. В 1870-х годах в стоявшем на этом месте доме жил изобретатель дуговой лампы Павел Яблочков.
- № 22 — доходный дом К. И. Пчелина (1914, архитектор Леонид Стеженский).
- № 24-26 — жилой дом. Здесь жил пианист Давид Ашкенази[8]. Стр. № 2 — театральная площадка «Лялин-центр»[9].

## В кинематографе
- Здесь проходили съёмки одной из батальных сцен фильма «Штемп» (1991) и новеллы «Место встречи изменить нельзя» детского киножурнала «Ералаш».
- В переулке снимался фильм «Ретро втроём» (1998), действие которого разворачивается в доме на Лялиной площади.